# بينون (قلعة)
قلعة بينون هي قلعة قديمة في اليمن ليس بعيدا عن صنعاء. القاموس الجغرافي لياقوت الحموي أنها كانت قلعة كبيرة بالقرب من صنعاء قد بنيت من قبل سليمان. أطلال القلعة على رأس جبل وهو موقع قديم أشار إليها البعض على أنها تشبه النصلة. مجموعتين من أنقاض القلعة القديمة موجودتين في المنطقة التي كانت تعرف باسم الدخلة والمنارة. كانت معقل لمملكة حمير وذكر أبو محمد الهمداني ان الملك أسعد تبع كان يستخدم القلعة كمقر لإقامته لبعض الوقت وتقول الاسطورة انه تم بناؤها على أنقاض قلعة ملكة مملكة سبأ والتي أعطيت لها من قبل سليمان. ياقوت ادعى أنها دمرت خلال الغزو الحبشي من قبل مملكة أكسوم في القرن السادس وتحديدا في العام 525 في أجل الإطاحة بذو نواس. الشاعر ذو جادان الحميري كتب عن تدمير قلعة باينون.